# احترام‌السلطنه
زرین‌کلاه احترام‌السلطنه (۱۲۴۹ - ۷ آبان ۱۲۸۲) شاهزاده قاجار و دختر دوم مظفرالدین‌شاه قاجار بود.
احترام‌السلطنه در زمان ولیعهدی پدرش در سال ۱۳۰۵ قمری به ازدواج مرتضی‌قلی صنیع‌الدوله درآمد و علی‌قلی مخبرالدوله پدر داماد برای ایشان عروسی مفصلی گرفت که هفت شبانه روز طول کشید. 
او در هشتم شعبان سال ۱۳۲۱ هـ. ق (۷ آبان ۱۲۸۲) در هنگام زایمان در سن سی و سه سالگی درگذشت. هشت سال بعد (۱۲۹۰ خورشیدی) صنیع‌الدوله که وزیر مالیه بود به قتل رسید. آن دو صاحب ده فرزند بودند، که نام برخی از آنان به شرح زیر است:
1. امان‌الله هدایت
2. عزت‌الله هدایت، از نویسندگان مجله کاوه
3. علیقلی هدایت، مؤسس کارخانه صنایع غذایی یک و یک
4. احترام‌السلطنه هدایت، همسر محمدعلی میرزا رکن‌الدوله[۳]
5. عفت‌السلطنه هدایت، همسر مصطفی‌قلی کمال هدایت
6. عزیزالملوک هدایت، همسر فتح‌الله هدایت پسر مهدی‌قلی هدایت

یکی دیگر از دختران او با رضاقلی هدایت (نیرالملک) ازدواج کرد.